# Staufen (Syrgenstein)

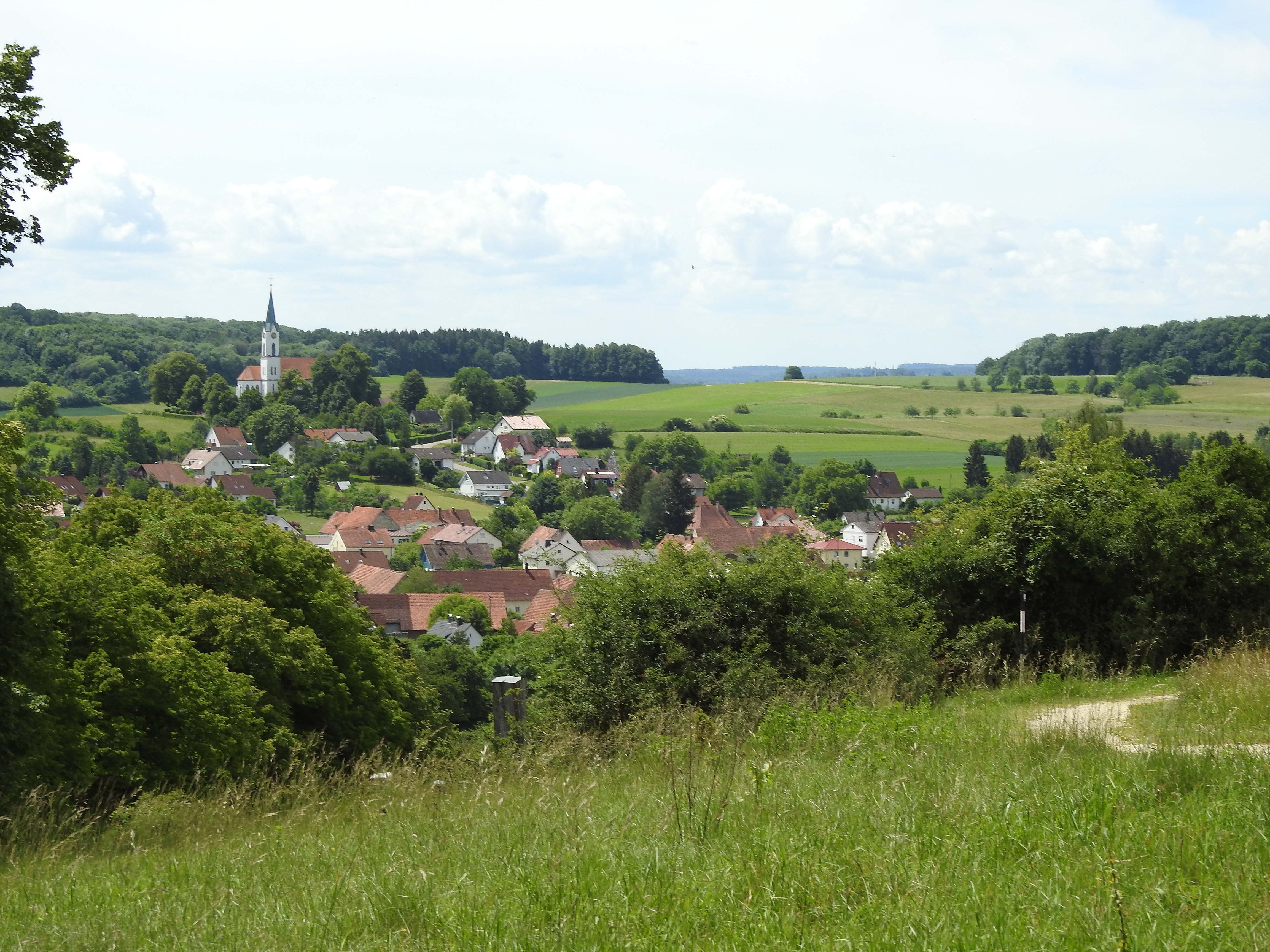
Staufen von Norden

Staufen ist ein Ortsteil der Gemeinde Syrgenstein im Landkreis Dillingen an der Donau in Bayern. 

## Geographie
Das Kirchdorf breitet sich eineinhalb Kilometer westwärts vom Altenberg in einem geöffneten Talkessel aus. Im Ort entspringt der Zwergbach.  

## Geschichte
Die ältesten Funde auf der Gemarkung stammen aus der Mittelsteinzeit. Ebenso wurden drei Reihengräber aus dem 7. Jahrhundert gefunden.
Staufen war schon früh ein Adelssitz, was ein Adelsgrab aus dem 8. Jahrhundert in der Martinskirche bezeugt. Die Herrschaft Staufen, die den Herren von Staufen (sie sind nicht mit dem Hochadelsgeschlecht der Staufer verwandt) gehörte, wird erstmals 1130 urkundlich erwähnt.
Staufen wurde 1130 als „Stouphen“ erstmals urkundlich genannt. Bei der Teilung des Herzogtums Bayern 1505 kam der Ort zum damals gegründeten Fürstentum Pfalz-Neuburg. Staufen bildete eine geschlossene Hofmark der Herren von Westerstetten und später der Grafen von Türheim.
Am 1. Mai 1978 wurde die bis dahin selbständige Gemeinde Staufen mit ihrem Ortsteilen Alter Thurm und Viehmühle zu Syrgenstein eingegliedert. Vom 29. November 1978 bis zum 1. Januar 1980 war sie nochmals für kurze Zeit selbständig.

## Religion
Staufen ist Sitz einer alten Pfarrei, zu der bis 1966 auch Ballhausen gehörte. 

## Baudenkmäler
Siehe auch: Liste der Baudenkmäler in Staufen
- Katholische Pfarrkirche St. Martin
- Burgruine Bloßenstaufen

## Bodendenkmäler
Siehe: Liste der Bodendenkmäler in Syrgenstein